# Tehuantepec (Baja California)
Tehuantepec, o Santa Rosa, es una localidad mexicana, del municipio de Mexicali, Baja California, enclavada en la delegación Benito Juárez (Tecolotes) perteneciente a la zona del Valle de Mexicali. Según el censo del 2010 realizado por el INEGI, la población en aquel momento ascendía a 889 habitantes Se ubica en las coordenadas 32°33'00.1"N De latitud norte y 115°01'47.8"W de longitud Oeste. La Carretera Federal 2 recorre el extremo este del poblado,,2 esta es una de las principales vías del municipio ya que entronca en su extremo oeste con la Carretera Federal 2 que va hacia Batáquez que es las principales localidades y al este comunica con San Luis Río Colorado Que es unas de las ciudades más importantes de Sonora y al norte se comunica con la Carretera Estatal no.6 que va hacia el poblado Benito Juárez (Tecolotes) que es unas de las localidades principales del municipio de Mexicali.